# Instituto Brasileiro de Direito Constitucional
O Instituto Brasileiro de Direito Constitucional (IBDC) é uma entidade brasileira fundada em fevereiro de 1979.
O Instituto tem como publicação oficial a Revista de Direito Constitucional e Internacional, lançada em outubro de 1992.

## História
Na década de 70, em meio às turbulências políticas que o Brasil atravessava, alguns professores de Direito Constitucional vinham promovendo o estudo aprofundado e a pesquisa desse ramo da Ciência jurídica e vislumbraram a necessidade de criar uma entidade que passasse a reunir os constitucionalistas de todo o País.
Em 20 de fevereiro de 1979, os professores Celso Ribeiro Bastos, Paulo Bonavides, Michel Temer, Aricê Moacyr do Amaral Santos, Antonio Carlos Mendes, Luciano Francisco Pacheco do Amaral Junior, Cleômenes Mário Dias Baptista, José Geraldo Ataliba Nogueira, Péricles Prade e Francisco Antonio Lima Cavacanti reuniram-se para constituir uma associação civil sem fins lucrativos, políticos ou religiosos, o IBDC.